# 練馬区立光が丘第二中学校
練馬区立光が丘第二中学校'（ねりまくりつ ひかりがおかだいにちゅうがっこう）は、東京都練馬区光が丘七丁目にある区立中学校。2023年(令和5年)4月時点の生徒数は全学年3学級の合計9学級327名。

## 沿革
- 1987年4月1日 - 練馬区立光が丘第二中学校開校
- 1988年1月1日 - 校歌制定
- 1994年3月31日 - 第二体育館竣工

## 教育方針
学校の教育目標
人間尊重の精神をふまえて広く国際社会の中で、信頼と尊敬を得る人間性豊かな生徒の育成を目指し、生徒・地域の実態に則して下記の目標を定める。
- よく考える
- 進んで働く
- 協力し助け合う
- 心身を鍛える

## 教育相談
光が丘第二中学校には、毎週水曜日にスクールカウンセラーが来校し、生徒や保護者との相談活動を進めている。本校では、教育相談の部屋を「星の部屋」と名づけ、水曜日の昼休みは生徒に開放されている。個別の相談は、原則として予約制になっている。

## 学校行事
- 入学式
- 対面式
- セーフティ教室
- 運動会
- 修学旅行（3年）
- 歯科講話（1年）
- 音楽鑑賞教室（2年）
- 臨海学校（1年）
- 防災訓練
- 校外学習（1年）
- 校外学習（2年）
- 校外学習（3年）
- 区連合陸上
- 区連合音楽会
- 区連合ダンス大会(女子有志)
- 合唱コンクール
- 校内書初展
- 百人一首大会
- スキー教室（2年）
- 卒業式

## 部活動
- 運動系部活動
  - 野球部
  - サッカー部
  - スケットボール部
  - 女子バレーボール部
  - ジョギング部
  - ソフトテニス部（校外での活動）
  - 水泳部（休止中）
- 文化系部活動
  - 美術部
  - 吹奏楽部
  - 書道・文芸部
  - 英語部
  - 競技かるた部

## 通学区域
光が丘駅から南西側を学区とする。
- 光が丘三丁目（3の一部、4、8の一部、9の大部分）
- 光が丘七丁目
- 高松五丁目（6-12）

## 進学前小学校
区立中学校選択制度があり区内の遠方から通学している生徒もいるが、学区指定による小学校は以下の通り。※印は小中一貫教育グループの構成校。
- 光が丘春の風小学校(※)

## 学区内の主な施設
- 春の風公園
- 光が丘春の風小学校

## 交通
- 都営地下鉄大江戸線光が丘駅より徒歩7分
- 西武バス（練高03）光が丘７丁目バス停より徒歩1分